# Publio Valerio Levino
Publio Valerio Levino (latino: Publius Valerius Laevinus; fl. III secolo a.C.) è stato un generale romano fu console  nel III secolo a.C.

## Biografia
Venne eletto console assieme a Tiberio Coruncanio nel 280 a.C. Il 1º luglio dello stesso anno era a capo delle truppe romane nella battaglia di Eraclea. Venne sconfitto dalle truppe epirote/tarantine comandate dal re Pirro d'Epiro che nella battaglia usò, per la prima volta, gli elefanti da guerra.
Levino è citato da Fazio degli Uberti nel "Dittamondo" (Libro I, Capitolo XXII):